# Episodi di Street Justice (seconda stagione)
La seconda stagione della serie televisiva Street Justice è stata trasmessa in anteprima negli Stati Uniti d'America in syndication tra il 3 ottobre 1992 e il 29 maggio 1993.
| nº | Titolo originale         | Titolo italiano | Prima TV USA     | Prima TV Italia |
| -- | ------------------------ | --------------- | ---------------- | --------------- |
| 1  | Death Warmed Over        |                 | 3 ottobre 1992   |                 |
| 2  | Circle of Death          |                 | 3 ottobre 1992   |                 |
| 3  | Cross Fire               |                 | 17 ottobre 1992  |                 |
| 4  | Feet of Clay             |                 | 24 ottobre 1992  |                 |
| 5  | Each One, Teach One      |                 | 31 ottobre 1992  |                 |
| 6  | Country Justice          |                 | 7 novembre 1992  |                 |
| 7  | Back from the Dead Again |                 | 14 novembre 1992 |                 |
| 8  | Innocent Blood           |                 | 21 novembre 1992 |                 |
| 9  | Angel of Death           |                 | 28 novembre 1992 |                 |
| 10 | Remember Me              |                 | 9 gennaio 1993   |                 |
| 11 | Black or Blue            |                 | 12 gennaio 1993  |                 |
| 12 | Bitter Fruit             |                 | 23 gennaio 1993  |                 |
| 13 | A Sense of Duty          |                 | 30 gennaio 1993  |                 |
| 14 | Obsession                |                 | 6 febbraio 1993  |                 |
| 15 | Honor and Trust          |                 | 13 febbraio 1993 |                 |
| 16 | On My Honor              |                 | 20 febbraio 1993 |                 |
| 17 | The Cost of Peace        |                 | 27 febbraio 1993 |                 |
| 18 | Countdown                |                 | 6 marzo 1993     |                 |
| 19 | Hello... Again           |                 | 8 maggio 1993    |                 |
| 20 | The Wall                 |                 | 15 maggio 1993   |                 |
| 21 | My Brother's Keeper      |                 | 22 maggio 1993   |                 |
| 22 | Desperate                |                 | 29 maggio 1993   |                 |